# Você e Eu, Eu e Você (Juntinhos)
Você e Eu, Eu e Você é uma canção do cantor brasileiro Tim Maia, presente em seu décimo segundo álbum de estúdio, Tim Maia de 1980. A canção abre os trabalhos do álbum e é uma canção de disco-funk. A canção entrou em várias coletâneas do cantor, como O Melhor de Tim Maia (1998), Warner 25 Anos (Tim Maia) (2002), A Arte de Tim Maia, (2004), Dançando a Noite Inteira (Jorge Ben Jor e Tim Maia) (2006).
Uma versão funk melody com a dupla Claudinho e Buchecha foi incluída na coletânea Soul Tim: Duetos, de 2000, sendo considerada "simpática" por Silvio Essinger do CliqueMusic. Já uma versão ao vivo foi incluída nos álbuns, Tim Maia ao Vivo (1992), Tim Maia ao Vivo II (1998) e Tim Maia in Concert (2007). A canção também fez parte da trilha sonora da novela Coração Alado, exibida pela Rede Globo entre 1980 e 1981.

## Versão de Ivete Sangalo
A cantora brasileira Ivete Sangalo regravou a canção para o seu quarto álbum de estúdio, Clube Carnavalesco Inocentes em Progresso, lançado em 2003. A canção foi lançada como single promocional do álbum para o comercial da campanha publicitária das sandálias Grendha Ivete Sangalo em setembro de 2003.
A versão de Sangalo origina-se do estilo neo-soul, sendo produzida pelo seu ex-marido Davi Moraes. A versão foi bem recebida pelos críticos de música. Para promover a canção, Ivete a cantou no Criança Esperança de 2003..

### Antecedentes
Após lançar seu terceiro álbum de estúdio, Festa no final de 2001 e extrair um dos maiores hits de sua carreira, a canção também chamada "Festa", Sangalo seguiu na divulgação do álbum, lançando singles que, apesar de terem obtido sucesso moderado (o maior deles sendo a canção "Penso"), não conseguiram o mesmo reconhecimento de "Festa". Só em 2003 que Sangalo resolveu gravar um novo álbum, e segundo ela, "Tive a tranqüilidade de pôr a banda pra ensaiar no quintal da minha casa; criamos muita coisa na varanda, várias levadas de percussão que eu nunca tinha ouvido. Quisemos trabalhar mais os timbres também." Assim surgiu Clube Carnavalesco Inocentes em Progresso, o quarto trabalho da cantora.

### Gravação
A versão de Sangalo para "Você e Eu, Eu e Você (Juntinhos)" difere da original, tendo grande apelo eletrônico, misturado com o funk, elemento da versão de Tim Maia. A produção da canção ficou por conta de Davi Moraes, marido de Sangalo na época do álbum. Para a cantora, "Davi é o músico que eu preciso ter’. Davi mistura técnica, criatividade e originalidade. Tem um som próprio, assim como os outros músicos da banda". O jornal Estadão disse que o som de trio elétrico está presente na canção".

### Recepção da crítica
A canção recebeu críticas extremamente positivas. Mauro Ferreira da ISTOÉ Gente disse que a canção é uma "suingante regravação" do hit de Tim Maia. Já o site Universo Musical disse que, "Sangalo reencontra o caminho com a regravação de 'Você e Eu, Eu E Você (Juntinhos)'," afirmando que, "A eletrônica, aqui, serviu para diferenciar esta versão com a de Tim Maia, que é definitiva. Então, como melhor é impossível, uma boa gravação já é suficiente. E isso Sangalo consegue, mesmo porque a música é a cara da cantora."

### Lançamento e publicidade
"Você e Eu, Eu e Você" foi lançada em 13 de dezembro de 2003 como faixa promocional. A canção foi utilizada no comercial da campanha publicitária das sandálias Grendha Ivete Sangalo em 2003. Sangalo também cantou a canção no Criança Esperança de 2003, no dia 9 de agosto. A redação do Terra disse que a performance da cantora foi "uma das participações mais mornas do evento," comentando que "A cantora baiana interpretou a 'Eu e Você', de Tim Maia, mas o público não se animou." Já o AlfaSites disse que Sangalo "incendiou o palco com 'Eu e Você, Você e Eu', numa bela homenagem a Tim Maia."